# Wilhelm Etzel
Wilhelm Friedrich Etzel (* 17. Mai 1871 in Waiblingen; † 22. Dezember 1922 in Stuttgart) war ein württembergischer Oberamtmann.

## Leben und Werk
Der Sohn des Waiblinger Stadtschultheißen und Oberamtspflegers Wilhelm Friedrich Etzel legte am Gymnasium in Heilbronn die Reifeprüfung ab. Von 1889 bis 1893 studierte er Regiminalwissenschaften in Tübingen. Dort wurde er Mitglied der Burschenschaft Palatia Tübingen im ADB. Nach den höheren Dienstprüfungen begann Wilhelm Etzel seine berufliche Laufbahn 1893 als Praktikant bei der Regierung des Neckarkreises in Ludwigsburg und beim Oberamt Ludwigsburg. 1895 und 1896 leistete er einen einjährigen freiwilligen Militärdienst beim Grenadierregiment Königin Olga in Stuttgart. Zwischen 1896 und 1897 war er bei der Handelskammer Stuttgart angestellt. 1898 erhielt er seine juristische Promotion und arbeitete anschließend bei den Oberämtern Freudenstadt, Riedlingen und Rottweil. Von 1899 bis 1905 war er Amtmann in Rottweil und Ludwigsburg und von 1905 bis 1912 Kollegialhilfsarbeiter und Assessor bei der Regierung des Jagstkreises in Ellwangen. Von 1912 bis 1920 leitete er als Oberamtmann das Oberamt Urach. 1920 wechselte er als Regierungsrat zum Innenministerium nach Stuttgart. Dort verstarb er im aktiven Dienst.

## Auszeichnungen
1916 erhielt Wilhelm Etzel das württembergische Wilhelmskreuz.